# CNN Radio
CNN Radio é uma rede de rádio pertencente ao canal de televisão CNN. A programação da rádio é jornalística, também contendo músicas e entretenimento.

## CNN Radio Español

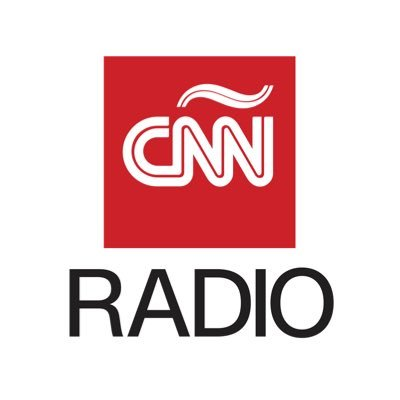
Logotipo da CNN Radio Español.

A CNN Radio Español é a rede em língua castelhana da mesma. Ela possui emissoras em vários países latino-americanos, como México e Uruguai.

### CNN Radio Argentina

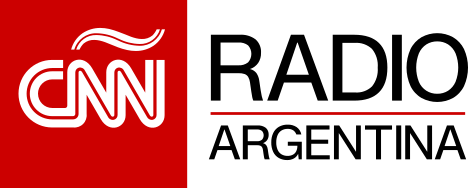
Logotipo da CNN Radio Argentina.

A CNN Radio Español possui uma rede própria na Argentina. Fundada em 11 de março de 2019, resultou de uma parceria com o empresário Marco Brito e é gerida pela AM 950 de Buenos Aires contando também com repetidoras em todo território nacional.

## Redes licenciadas
Além dessas redes, existem também marcas licenciadas da mesma na Turquia (CNN Turk Radio) e na Indonésia (CNN Radio Indonesia), onde também têm canais CNN licenciados.

## No Brasil
No dia 31 de julho de 2020, a coluna de Ricardo Feltrin no UOL publicou que a CNN estaria em negociações para lançar sua própria rede de rádio de notícias FM, sendo uma nova concorrente para as atuais BandNews FM, Bandeirantes, Jovem Pan News e CBN.
Em agosto do mesmo ano, a CNN Brasil anuncia uma parceria com Rede Transamérica para a produção de conteúdo jornalístico em horários pela manhã e pela noite, além de boletins ao longo da programação denominados Breaking News, projeto esse que ganhou o nome de CNN Rádio. No dia 17 de setembro de 2020, a CNN Brasil anunciou a estreia para o dia 5 de outubro, sua programação terá o jornal CNN Manhã, com Roberto Nonato das 06h às 10h e outro, o Espaço CNN, com Sidney Rezende, direto do Rio de Janeiro e Thais Herédia em São Paulo, das 10h às 12h. O projeto, após ser adiado, estreou em 13 de outubro. Em 15 de dezembro de 2023, o projeto CNN Brasil Rádio foi encerrado após o fim do contrato com a Transamérica.
Programas que foram exibidos
- CNN Manhã, com Stêvão Limana e Nicole Fusco;
- Espaço CNN, com Thais Herédia e Sidney Rezende;
- CNN Prime Time, com Márcio Gomes (em rede com a CNN Brasil);
- Breaking News: boletins ao vivo, a qualquer momento, direto da redação da CNN Brasil.

Quadros
- Abertura de Mercado, com Thais Herédia;
- CNN Economia, com Raquel Landim;
- CNN Poder, com William Waack;
- Conexão CNN, com Leandro Resende, Thais Arbex e Iuri Pitta;
- Diretas do Benja, com Benjamin Back
- E Tem Mais, Carol Nogueira
- Radar Político, com Gustavo Uribe.